# Нове Ядрино
Но́ве Я́дрино (рос. Новое Ядрино, чув. Çĕнĕ Етĕрне) — присілок у Чувашії Російської Федерації, у складі Чебаковського сільського поселення Ядринського району.
Населення — 26 осіб (2010; 38 в 2002, 82 в 1979, 138 в 1939, 136 в 1926, 102 в 1897, 33 в 1858).

## Історія
До 1866 року селяни мали статус державних, займались землеробством, тваринництвом. На початку 20 століття діяло водяний млин та вітряк. 1931 року створено колгосп «Комсомол». До 1927 року присілок входив до складу Ядринської та Малокарачкінської волостей Ядринського повіту, після переходу 1927 року на райони — у складі Ядринського району.